# Ератино
Ератино (грч. Ερατεινό) је насељено место у општини Места у периферији Источна Македонија и Тракија, Грчка. Према попису из 2021. године било је 584 становника.
Према бугарском географу и историчару, Василу Канчову, у Ератину је 1900. године живело 300 Турака. Године 1924. турско становништво је принудно исељено у Турску а на њихово место су насељене грчке избегличке породице, којих је на попису из 1928. године било 384. Село се раније звало Еретли Махала или Ески Сари Шабан.